# Trojna zveza (1882)
Trojna zveza je bila obrambna zveza med Nemškim cesarstvom, Avstro-Ogrsko in Kraljevino Italijo, ki je nastala na podlagi tajnega sporazuma, podpisanega 20. maja 1882, in je trajala do začetka prve svetovne vojne leta 1914. V sporazumu so se države podpisnice zavezale k medsebojni obrambi v primeru napada na eno izmed članic. Idejni vodja zveze je bil nemški kancler Otto von Bismarck, ki je s tem želel zagotoviti, da se Nemčiji ne bi bilo treba hkrati bojevati na dveh frontah ob morebitnem izbruhu sovražnosti v Evropi.
Avstro-Ogrska se je leta 1914 zapletla v vojno z rivalno antanto, čemur se je kmalu pridružila tudi Nemčija. Italijani so sprva obljubili podporo takratnim zaveznicam, vendar država ni vstopila v vojno, saj je bila zveza obrambna, medtem ko sta Avstro-Ogrska in Nemčija nastopali v vlogi agresorja. Kasneje je Italija nekoliko izdajalsko vstopila v 1. sv. vojno na strani antante, z vojno napovedjo Avstro-Ogrski (1915) in Nemčiji (1916), ker so ji obljubili nova ozemlja v primeru zmage antantnih sil.